# 구쓰카케정
구쓰카케정(沓掛町)은 이바라키현 사시마군에 일찍이 존재했던 정이다. 현재의 반도시 북동부에 해당한다.

## 역사
- 1889년 4월 1일 - 정촌제 시행에 수반헤 오이고스게촌, 사카사이야마촌이 성립하였다.
- 1955년 2월 1일 - 오이고스게촌, 사카사이야마촌이 합병해 도미사토촌이 성립하였다.
- 1956년 4월 1일 - 도미사토촌과 합병해 도미사토정이 성립해, 도시마정으로 개칭되어, 동일 도미사토촌은 폐지되었다.